# Proletär shopping
Proletär shopping kallades de stöldraider som utfördes av den autonoma rörelsen i Italien under 1970-talet i varuhus och snabbköp. Idag används begreppet om all liknande verksamhet som bedrivs i samma syfte. Stöldraiderna i Italien var ett av flera sätt att bedriva självreducerande verksamhet på. Det man lyckades komma över delade man ut i fattiga kvarter i staden.